# Farid El Atrache
Farid El Atrache (فريد الأطرش) est un auteur-compositeur-interprète, virtuose de l'oud et acteur syro-égyptien, né le 19 octobre 1910 à Soueïda (Syrie) et mort le 26 décembre 1974 à Beyrouth (Liban). Avec Oum Kalthoum, Fayrouz, Mohammed Abdel Wahab et Abdel Halim Hafez, il est l'un des plus importants noms de la musique arabe du XXe siècle. Il joue dans 31 films et enregistre environ 350 chansons. Il compose aussi des chansons pour des chanteurs renommés tels que Wadih Al-Safi, Sabah, Warda, Samira Tawfik, etc. Sa voix grave et son style « triste » influenceront plusieurs chanteurs. Ses chansons restent encore appréciées de nos jours.

## Biographie

### Enfance et début de carrière
Par son père, le prince Fahd El Atrach issu du clan druze "Al-Atrash Djébel el-Druze" syrien, il est issu d'une famille druze royale qui a lutté contre les armées coloniales françaises en poste en Syrie. Sa mère est la princesse libanaise Alia. Farid et sa famille sont contraints de fuir vers l’Égypte en 1920. Il est initié très tôt au chant et à l'oud par sa mère. Il chante tout au long de son enfance et de son adolescence dans les fêtes d'école. Un de ses maîtres du conservatoire lui suggère de montrer ses émotions en chantant plutôt que de garder son air impassible et distant. Il lui conseille de pleurer. La tristesse de ses chants deviendra sa marque caractéristique ; il sera appelé le « chanteur triste » tout au long de sa carrière. Au conservatoire, il est l'élève du compositeur renommé Riyad as-Sunbaty.
Farid commence sa carrière professionnelle dans les années 1930 en chantant dans des radios égyptiennes privées. Il est employé comme chanteur et joueur d'oud (ou luth) par la radio nationale. Il enregistre ses premiers succès : Ya Raitni Tayr. Sa sœur, Asmahan, est aussi une actrice et chanteuse reconnue. Ils rencontrent le succès en 1941 avec le film Intisar al-chabab (Victoire de la jeunesse) dont Farid signe la bande originale.

### Succès
Un succès rapide entraîne le jeune homme dans une vie mondaine agitée : discothèques, affaires sentimentales et jeu deviennent son lot quotidien. Il se retrouve rapidement criblé de dettes et sa mère, désapprouvant son style de vie, rompt ses relations avec lui. À cela, s'ajoute la mort tragique de sa sœur.
Cette période sombre de sa vie le pousse à rechercher le réconfort auprès de la danseuse et actrice Samia Gamal, pour laquelle il risque tout ce qu'il possède. En 1947, il produit Habib al omr (L'Amour de ma vie), dans lequel Samia et lui tiennent la tête de l'affiche. Le film rencontre un énorme succès populaire. Après 5 films, le couple se sépare en 1952 sans s'être jamais marié. Farid considère que le mariage, en tant qu'institution, détruit l'art. Cependant, quelques années plus tard, âgé et malade, il demandera sa main à la chanteuse égyptienne Shadia, mais changera d'avis au dernier moment, ne voulant pas faire connaître à la jeune femme un veuvage précoce.
Le succès cinématographique de Farid El Atrache se confirme de même que son succès auprès de ses partenaires féminines, dont il tombe toujours amoureux. Il tient toujours le rôle du chanteur triste et sentimental. Le succès des films dans lesquels il joue tient moins au scénario qu'à ses performances musicales et à la force de sa poésie qui parle au cœur des spectateurs. Il compose des chansons très profondes, dont les plus célèbres sont Ar-Rabi (« Le Printemps »), Awell Hamsah (« Premier murmure »), Tutah et Raqsitil Gamal (deux pièces musicales). Certains de ses succès plus populaires et moins chargés, comme Noura Noura ou Gamil Gamal, Leyla ou Hallet layali, sont toujours appréciés. Il chante également le nationalisme avec Boussat El-Rih.
En 1952, juste avant le coup d’État qui renverse le roi Farouk Ier, Farid s'éprend de la reine. Après l'exil du roi et son divorce, celle-ci retourne en Égypte pour y vivre une histoire d'amour mouvementée avec Farid. La famille de la reine n'accepte pas le chanteur, principalement pour des raisons politiques. Leur séparation fait sombrer Farid dans une longue dépression. Il tombe malade et son état de santé ne fera que s'aggraver jusqu'à sa mort qui survient à Beyrouth le 26 décembre 1974, à l'hôpital Al Hayek. Ses restes sont rapatriés en Égypte où se trouve sa sépulture, au Caire.
Farid est encore aujourd'hui apprécié et fait partie des grands chanteurs classiques arabes. Ses chansons sont diffusées encore sur les radios arabes et ses films revus sur certaines chaînes arabes (Rotana Zamane).

## Filmographie sélective
- 1941 : Victoire de la jeunesse (Intisar al-chabab) d'Ahmed Badrakhan
- 1942 : Ahlam el chabab de Kamal Selim
- 1945 : Bolbol effendi d'Hussein Fawzi
- 1945 : Gamal wa dall de Stephan Rosti
- 1945 : Ma akdarshi d'Ahmed Badrakhan
- 1945 : Shahr el asal d'Ahmed Badrakhan
- 1947 : Habib al omr d'Henry Barakat
- 1949 : Madame la diablesse (Afrita hanem) d'Henry Barakat
- 1949 : Ahebbak inta d'Ahmed Badrakhan
- 1950 : Akher kedba d'Ahmed Badrakhan
- 1951 : Viens me saluer (Taa la salim) d'Helmy Rafla
- 1951 : Une nuit d'amour (Lailat gharam) d'Ahmed Badrakhan
- 1952 : Ayza atgawwez d'Ahmed Badrakhan
- 1952 : La Chanson éternelle (Lahn al khouloud) d'Henry Barakat
- 1952 : Ne le dites à personne (Ma takulshi la hada) d'Henry Barakat
- 1953 : Lahn hubi d'Ahmed Badrakhan
- 1955 : Kusset hubi d'Henry Barakat
- 1955 : Waad el hawa d'Ahmed Badrakhan
- 1956 : Izhay ansak d'Ahmed Badrakhan
- 1957 : C'est toi mon amour (Inta habibi) de Youssef Chahine
- 1957 : Adieu mon amour (Wadda'tu hubbak) de Youssef Chahine
- 1958 : Je n'ai que toi (Malish gherak) d'Henry Barakat
- 1959 : Pour mon amour (Min agl hubbi) de Kamal El Sheikh
- 1961 : Les Rivages de l'amour (Shatie el hub) d'Henry Barakat et Farid Al Atrache
- 1962 : Yomun bala ghaden d'Henry Barakat
- 1963 : Ressalah min emraa maghoula de Salah Abouseif
- 1965 : Hikayet el omr kulluh d’Helmy Halim
- 1967 : El Khouroug min el guana de Mahmoud Zulfikar
- 1968 : Al Hob al kabir d'Henry Barakat
- 1973 : L’Amour perdu (Zaman ya hob) d'Atef Salem
- 1974 : La Mélodie de ma vie (Nagm fi hayati) d'Henry Barakat